# David Coburn
David Coburn (Glasgow, 11 febbraio 1959) è un politico e imprenditore britannico del Partito della Brexit, europarlamentare della VIII legislatura dal 2014 al 2019.

## Biografia
Diplomato al liceo di Glasgow, ha intrapreso studi di giurisprudenza incompiuti all'Università di Leeds. Ha lavorato come venditore di opere d'arte e ha anche iniziato a gestire la propria attività nel settore dei trasporti. Si è unito al Partito per l'Indipendenza del Regno Unito, nel 2010 ha corso senza successo per la Camera dei comuni.
Nelle elezioni europee del 2014, David Coburn ha ottenuto il mandato di deputato europeo per l'UKIP nella VIII legislatura, diventando il primo rappresentante di questa formazione eletta in Scozia. Durante il suo mandato si è dimesso dal Partito per l'Indipendenza del Regno Unito e nel 2019 si è unito al Partito della Brexit.
È apertamente gay, e allo stesso tempo dichiara l'opposizione alla legalizzazione del matrimonio omosessuale.